# The Girl Deputy
The Girl Deputy è un cortometraggio muto del 1912 diretto da P.C. Hartigan (Pat Hartigan).

## Produzione
Il film, prodotto dalla Kalem Company, fu girato in California, a Santa Monica.

## Distribuzione
Distribuito dalla General Film Company, il film - un cortometraggio di una bobina - uscì nelle sale cinematografiche USA il 21 febbraio 1912.